# Bayandur (Azerbaigian)
Bayandur è un comune dell'Azerbaigian situato nel distretto di Tərtər. Conta una popolazione di 596 abitanti.